# Leonarda Cianciulli
Leonarda Vincenza Giuseppa Cianciulli (Montella, 18 aprile 1894 – Pozzuoli, 15 ottobre 1970) è stata una serial killer italiana.
È passata alla storia come "la saponificatrice di Correggio" per aver ucciso tre donne, da lei poi sciolte nella soda caustica, così come avviene nel processo per la produzione del sapone.

## Biografia

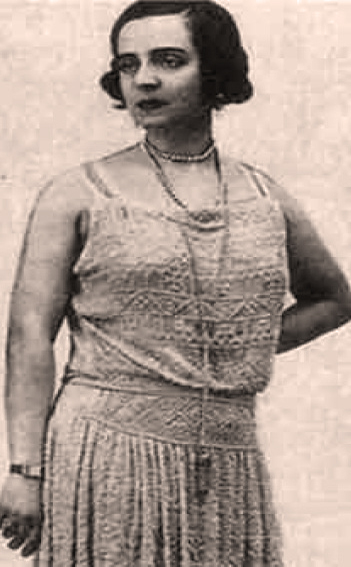
Leonarda Cianciulli da giovane

Quasi tutto quello che si sa sulla Cianciulli è estratto dal suo memoriale, intitolato Confessioni di un'anima amareggiata, sulla cui autenticità sono stati sollevati numerosi dubbi. Molti sostengono che sia in realtà opera degli avvocati che la difesero al processo e puntavano ad alleggerire la posizione dell'imputata, la quale aveva studiato solo fino alla terza elementare e dunque difficilmente poteva essere in grado di scrivere un memoriale di oltre 700 pagine.
Leonarda, ultima di sei figli, nacque a Montella, un piccolo paese dell'Irpinia, il 18 aprile 1894 dall'unione di Mariano Cianciulli, allevatore di bestiame, con Serafina Marano, una vedova con altri due figli che l'aveva sposato in seconde nozze. Secondo alcune fonti, la bella madre, ancora quattordicenne, sarebbe stata costretta dai genitori a prendere in marito un giovane, tale Salvatore Di Nolfi, conosciuto durante un viaggio in carrozza di ritorno dal collegio di suore di Firenze, poiché lui l'aveva rapita e violentata; la vicenda della successiva gravidanza indesiderata, dalla quale sarebbe nata Leonarda, è sostenuta da alcune fonti e contestata da altre.
Da bambina Leonarda soffrì d'epilessia; risulta però tutt'altro che veritiera la storia di un'infanzia infelice, sebbene lei stessa racconti: «Cercai due volte di impiccarmi; una volta arrivarono in tempo a salvarmi e l'altra si spezzò la fune. La mamma mi fece capire che le dispiaceva di rivedermi viva. Una volta ingoiai due stecche del suo busto, sempre con l'intenzione di morire, e mangiai dei cocci di vetro: non accadde nulla».
In realtà i tentativi di suicidio si verificarono successivamente, nella primavera del 1941, quando fu condotta nelle carceri giudiziarie di Reggio Emilia.

### Il matrimonio e la maledizione
Nel 1917, all'età di 23 anni, sposò Raffaele Pansardi, originario di Lauria, in provincia di Potenza, allora impiegato al catasto di Montella, in aperto contrasto con i familiari che avevano individuato per la sposa, com'era consuetudine all'epoca, un altro marito che le era anche cugino. La Cianciulli, nel suo memoriale, raccontò di essere stata maledetta dalla madre alla vigilia delle nozze e d'aver perciò troncato ogni rapporto con lei: un fatto che avrebbe segnato profondamente la personalità della futura assassina. In altre fonti si legge inoltre che la supposta maledizione e la prematura morte di 13 dei suoi 17 figli avrebbero condizionato la psiche di Leonarda.
Secondo il memoriale della Cianciulli, sua madre aveva pronunciato contro di lei una maledizione in punto di morte che le augurava una vita piena di sofferenze. Come se ciò non bastasse, anni prima una zingara le aveva fatto una terribile profezia, la cui prima parte recitava: «Ti mariterai, avrai figliolanza, ma tutti moriranno i figli tuoi». La predizione (sempre secondo il memoriale) fu veritiera: le sue prime 13 gravidanze finirono con tre aborti spontanei e dieci neonati morti nella culla.
Solo dopo l'intervento di una maga locale, Leonarda riuscì finalmente a portare a termine la prima e poi altre tre gravidanze. Questi quattro bambini diventarono per Leonarda un bene da difendere a qualsiasi prezzo. Così si legge infatti nelle sue memorie: «Non potevo sopportare la perdita di un altro figlio. Quasi ogni notte sognavo le piccole bare bianche, inghiottite una dopo l'altra dalla terra nera... per questo ho studiato magia, ho letto i libri che parlano di chiromanzia, astrologia, scongiuri, fatture, spiritismo: volevo apprendere tutto sui sortilegi per riuscire a neutralizzarli».

### Il trasferimento a Correggio
La giovane coppia visse dal 1921 al 1927 a Lauria, e successivamente a Lacedonia. Nel 1930 il terremoto del Vulture fu la causa del trasferimento degli sposi a Correggio, in provincia di Reggio Emilia, al terzo piano di una casa in corso Cavour 11. 
Già a Lauria, così come a Montella prima e a Lacedonia dopo, la giovane Leonarda Pansardi era nota ai compaesani come donna di facili costumi, disonorata, impulsiva, ribelle all'autorità maritale e dedita alla millanteria e alla truffa. Prova ne sono le precedenti condanne del 1912 (per furto, quando aveva 18 anni) e 1919 (minaccia a mano armata di pugnale) a Montella e del 1927 inflittale nel paese lucano; qui la Cianciulli fu processata e condannata per truffa continuata a dieci mesi e quindici giorni di reclusione, scontati poi nelle carceri di Lauria e Lagonegro, e 350 lire di multa poiché aveva raggirato una contadina del posto dalla quale s'era fatta consegnare denari e oggetti di valore di diverse migliaia di lire; inutile fu il tentativo del suo avvocato difensore di farle riconoscere il beneficio del vizio parziale di mente.
In Emilia, il marito continuò a lavorare come impiegato all'Ufficio del Registro, col modesto stipendio di 850 lire al mese, a malapena sufficiente per mantenere decorosamente moglie e figli, dandosi contemporaneamente al vino. La Cianciulli, a suo dire, si organizzò per risollevare le sorti della famiglia: beneficiando anche dei risarcimenti devoluti alle vittime del sisma, avviò un piccolo ma fiorente commercio di abiti e mobili, oltre ad offrire "servizi" di chiromanzia e astrologia. 
Mentre a Lauria aveva avuto una cattiva nomea presso i compaesani, a Correggio Leonarda fu giudicata al massimo una persona eccentrica, ma era benvoluta e stimata da tutti, considerata una persona affidabile, una madre esemplare e una fervente fascista. Accolse in casa sua molte persone che intrattenne con aneddoti, offrendo loro dei dolci che amava cucinare; in particolare riceveva spesso tre donne, tutte sole e non più giovani, insoddisfatte della routine di paese e desiderose di rifarsi una vita altrove: approfittando di questo loro desiderio, Leonarda le attirò nella sua trappola.
Nel 1939, allo scoppio della seconda guerra mondiale, l'unica figlia femmina frequentava ancora l'asilo delle suore; i due maschi più giovani erano l'uno militare di leva e l'altro studente ginnasiale, mentre il più grande, il più amato, nonostante fosse iscritto a Lettere all'Università di Milano, correva il rischio di essere richiamato al fronte. Al solo pensiero di tale sorte per il figlio prediletto, Leonarda, secondo le sue parole, sarebbe caduta preda dello sconforto. Memore del successo dell'intervento magico compiuto anni prima da una maga, Leonarda trovò ben presto nella magia la soluzione al suo problema, e prese la drastica decisione di compiere sacrifici umani in cambio della vita del figlio. Invero, ai giudici che in seguito la interrogarono in aula, affermò che le era apparsa in sogno sua madre e sarebbe stata lei stessa a suggerirle questo "scambio".

### Gli omicidi

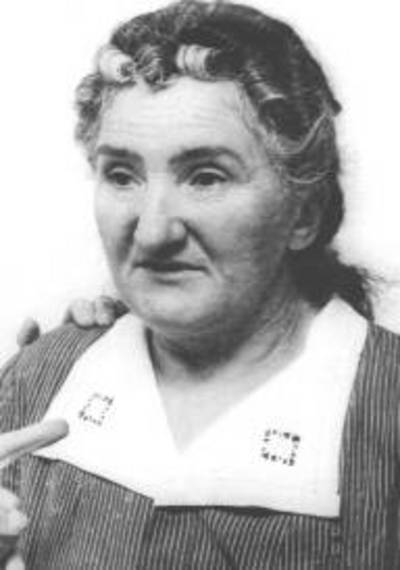
Leonarda Cianciulli nel marzo 1946 durante il colloquio con Filippo Saporito (1870-1955) nel manicomio criminale di Aversa

Gli omicidi ebbero luogo dal 1939 al 1940, e nel 1941 cominciarono a diffondersi le voci della scomparsa di tre donne. Tali pettegolezzi presero corpo e, non ricevendo più da tempo notizie della cognata scomparsa (la più nota delle tre, Virginia Cacioppo, già famosa soprano d'opera), la signora Albertina Fanti denunciò ufficialmente le sparizioni al questore di Reggio Emilia, il quale incaricò delle indagini il commissario Serrao. Subito i sospetti caddero sulla Cianciulli, che aveva intrattenuto rapporti di amicizia con tutte e tre le donne. La Cianciulli respinse tali voci, minacciando di denunciare per ingiuria e assumendo toni di sfida nei confronti degli inquirenti, cosicché venne arrestata.
La Cianciulli aveva avuto la premura di scegliere tre donne sole, senza prossimi congiunti e con cospicui risparmi in denaro, ma nessuno poteva credere che la moglie di un funzionario, alta 1,50 m e di 50 kg, potesse macchiarsi di triplice omicidio. Il questore di Reggio Emilia, seguendo le tracce di un Buono del Tesoro appartenente alla Cacioppo presentato al Banco di San Prospero dal parroco Adelmo Frattini, convocò il prete che disse di aver ricevuto il buono da Abelardo Spinabelli, amico della Cianciulli. Lo stesso Spinabelli dichiarò di averlo ricevuto dalla Cianciulli per il saldo di un debito.
Si iniziò a sospettare il reato di associazione per delinquere per il coinvolgimento del prete, Spinabelli, la Cianciulli e il figlio Giuseppe Pansardi che più volte, sotto incarico della madre, aveva spedito delle lettere da Piacenza spacciandosi per la vittima che assicurava la sua salute e aveva fatto lavare degli abiti appartenuti alle vittime. Caddero però tali sospetti per l'estraneità ai fatti del prete e di Spinabelli e gli unici sospettati rimasero la Cianciulli e il figlio, che scontò cinque anni di reclusione per poi essere rilasciato per insufficienza di prove (la madre si prodigò con tutte le sue forze per convincere i magistrati di essere l'unica colpevole).
La Cianciulli davanti al commissario Serrao si dimostrò molto reticente e rivelò i particolari un po' alla volta: dirà prima di aver ucciso la Cacioppo d'accordo con Spinabelli, distrutto il cadavere tramite saponificazione e aver gettato i resti nel canale di Correggio, poi confesserà solo dopo lunghi interrogatori di aver ucciso anche le altre due vittime. Davanti all'agente di Polizia Valli, che le domandò che fine avesse fatto fare alle tre donne, lei rispose: «Ebbene me le ho mangiate le mie amiche, se vuole essere mangiato anche lei, son pronta a divorarlo [...], le scomparse me le avevo mangiate una in arrosto, una a stufato, una bollita» e nelle sue memorie aggiunse: «Se sapeste cosa c'era di verità in queste parole...»
Infine per i numerosi elementi che riconducevano alla Cianciulli, il rinomato contegno della Cacioppo (che invece la Cianciulli sosteneva fosse in cerca di un uomo) e i reperti d'ambiente (sangue e dentiera appartenenti alle vittime ritrovati nella casa della saponificatrice), si ritenne certa la colpevolezza della donna. La Cianciulli allora confessò d'aver ucciso le donne, distrutto i corpi facendoli bollire in un pentolone pieno di soda caustica portata a 300 gradi, creato saponette con l'allume di rocca e la pece greca, disperso i resti nel pozzo nero e conservato il sangue per farlo attecchire al forno e mischiato a latte e cioccolato per farci biscotti. Questi vennero dati da mangiare ai figli, che credeva così di salvare da una morte misteriosa: la Cianciulli si identificava infatti nella dea Teti, perché come Teti aveva voluto rendere i figli immortali bagnandoli nelle acque del fiume Stige, così anche lei voleva salvare dalla morte i figli col sangue delle sue vittime. La Cianciulli fu dichiarata colpevole, quindi, di triplice omicidio, distruzione di cadavere tramite saponificazione e furto aggravato, con la pena di 15.000 lire, trenta anni di reclusione e tre da scontare prima in un ospedale psichiatrico.

#### Le vittime

##### Ermelinda Faustina Setti
La più anziana delle vittime, la prima a finire nel pentolone della Cianciulli, fu Faustina Setti detta "Rabitti". Si trattava di una donna nubile e solitaria di settant'anni, semianalfabeta, che la donna attirò con l'assicurazione di averle trovato un marito a Pola. Per evitare invidie e maldicenze, Leonarda la convinse inoltre a non parlare a nessuno della novità. Il 17 dicembre 1939, il giorno della partenza, Faustina si recò a casa dell'amica per farsi dare le ultime istruzioni e per farsi scrivere da lei una lettera da spedire alle amiche appena giunta a Pola, nonché per farle firmare una delega per gestire i suoi beni. Il viaggio, però, era destinato a non cominciare mai: Leonarda, infatti, uccise l'anziana donna a colpi di ascia, poi ne trascinò il corpo in uno stanzino e lo sezionò in nove parti, raccogliendo il sangue in un catino.
Come ella stessa scriverà nel memoriale redatto in carcere: «Gettai i pezzi nella pentola, aggiunsi sette chilogrammi di soda caustica, che avevo comprato per fare il sapone, e rimescolai il tutto finché il corpo sezionato si sciolse in una poltiglia scura e vischiosa con la quale riempii alcuni secchi e che vuotai in un vicino pozzo nero. Quanto al sangue del catino, aspettai che si coagulasse, lo feci seccare al forno, lo macinai e lo mescolai con farina, zucchero, cioccolato, latte e uova, oltre a un poco di margarina, impastando il tutto. Feci una grande quantità di pasticcini croccanti e li servii alle signore che venivano in visita, ma ne mangiammo anche Giuseppe e io».

##### Francesca Clementina Soavi
La seconda vittima, un'insegnante d'asilo di nome Francesca Clementina Soavi, a cui Leonarda aveva promesso un lavoro al collegio femminile di Piacenza, cadde nella trappola il 5 settembre 1940: per stornare i sospetti più a lungo possibile, Leonarda la convinse a scrivere delle cartoline ai familiari per scusarsi dell'assenza e a spedirle da Correggio, per evitare di far conoscere la sua destinazione, almeno fino a quando non fosse stata sicura di aver ottenuto il posto. Il copione si ripeté: dopo averla uccisa, Leonarda rubò i pochi soldi della vittima e, con il permesso che costei le aveva concesso prima di morire, si fece carico di vendere tutte le sue cose e si tenne la somma guadagnata. Il figlio Giuseppe andò a Piacenza a spedire le lettere della vittima. Leonarda non poteva ancora saperlo, ma Francesca non aveva mantenuto la promessa di tenere la bocca chiusa sul suo imminente trasferimento: una vicina di casa era infatti venuta a conoscenza della sua destinazione, ma non si era fatta avanti e la vicenda fu dimenticata, anche perché la scomparsa di una sola donna si sommò alle centinaia di morti che la guerra provocava ogni giorno.

##### Virginia Cacioppo
La terza vittima fu la cinquantanovenne Virginia Cacioppo, un'ex soprano di buon successo. Dopo aver studiato canto al Conservatorio di Milano ed esordito nella Carmen di Bizet nel luglio del 1904 al  Teatro Municipale di Reggio Emilia si costruì un cospicuo curriculum, acquisendo notorietà e recitando in opere di Verdi, Puccini e Mozart per lo più in Italia, in Libano e in Egitto, anche al fianco di direttori d'orchestra importanti come Emilio Usiglio.
Leonarda attirò la sua curiosità offrendole un impiego a Firenze come segretaria di un misterioso impresario teatrale, e contemporaneamente la stuzzicò ventilandole l'ipotesi di un possibile futuro ingaggio. Di nuovo pregò la sua vittima di non dire niente a nessuno, ma ancora una volta la promessa venne infranta: Virginia, infatti, si confidò con un'amica la mattina stessa della sua "partenza". Quindi, la poveretta scomparve. Infatti, il 30 novembre 1940 anche la Cacioppo finì nel pentolone di Leonarda Cianciulli che, in proposito, scriverà più tardi nel suo memoriale: «Finì nel pentolone, come le altre due [...]; ma la sua carne era grassa e bianca: quando fu disciolta vi aggiunsi un flacone di colonia e, dopo una lunga bollitura, ne vennero fuori delle saponette cremose. Le diedi in omaggio a vicine e conoscenti. Anche i dolci furono migliori: quella donna era veramente dolce».

### Processo

Leonarda Cianciulli abbraccia il figlio Giuseppe Pansardi al processo presso il Tribunale di Reggio Emilia

Ascoltata una sua confessione integrale, il 12 giugno 1946 a Reggio Emilia si aprì il processo, nel quale emerse un interessante punto di dibattito: mentre l'accusa sosteneva, infatti, che Leonarda avesse agito per pura avidità per il denaro delle sue tre vittime, lei si intestardì a giustificare i suoi omicidi come un tributo di sangue dovuto alla memoria della madre morta, che le sarebbe comparsa in sogno minacciandola di prendersi le vite dei suoi figli, se in cambio non avesse versato sangue fresco e innocente. La leggenda narra che, durante il processo, Leonarda sarebbe stata portata (di nascosto) in obitorio dove, per provare di aver agito da sola, con l'aiuto di seghe e coltelli, sarebbe riuscita a smembrare un cadavere in solo dodici minuti.
La perizia del professor Filippo Saporito, docente all'università di Roma e direttore del manicomio criminale di Aversa, riuscì a convincere la giuria solo della seminfermità mentale dell'imputata, seguendo le teorie di Cesare Lombroso, allora molto in voga (mentre Saporito propendeva per la totale infermità causata da una psicosi-isterica). Il 20 luglio 1946 la Cianciulli venne quindi ritenuta colpevole dei tre omicidi, del furto delle proprietà delle vittime e del vilipendio dei cadaveri, e perciò condannata al ricovero per almeno tre anni in un manicomio criminale e a trent'anni di reclusione. Gli anni della condanna erano stati ridotti a ventiquattro per la semi-infermità mentale, ma poi riportati a trenta per la continuità del reato; inoltre la giurisprudenza di allora negò anche la premeditazione perché la riteneva incompatibile con la semi-infermità. Di fatto, la Cianciulli entrerà in manicomio e non ne uscirà più.

### Morte
Morì dopo ventiquattro anni, il 15 ottobre 1970, nel manicomio di Pozzuoli per apoplessia cerebrale. Venne sepolta nel cimitero di Pozzuoli in una tomba per poveri. Al termine del periodo di sepoltura, nel 1975, nessuno ne reclamò il corpo e i resti finirono nell'ossario comune del cimitero della città. Una suora del carcere la ricordò in questo modo: «Malgrado gli scarsi mezzi di cui disponevamo preparava dolci gustosissimi, che però nessuna detenuta mai si azzardava a mangiare. Credevano che contenessero qualche sostanza magica». Gli strumenti usati dalla Cianciulli per compiere i tre omicidi sono conservati dal 1949 a Roma nel Museo criminologico.

## Teorie criminologiche

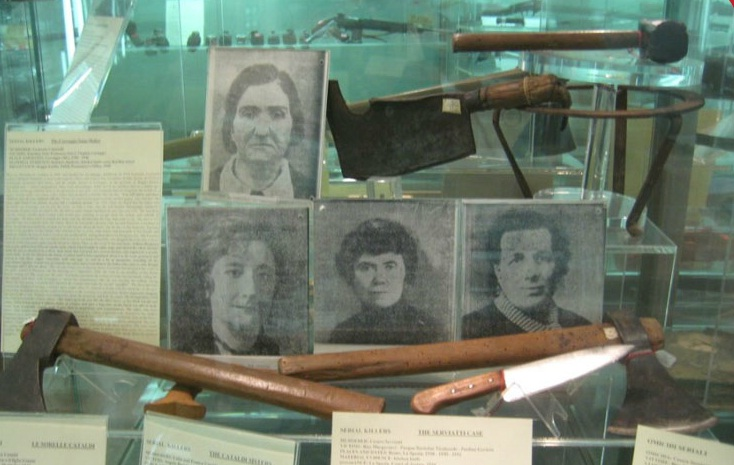
Gli strumenti usati dalla Cianciulli per i suoi omicidi e le foto delle vittime conservati al Museo criminologico di Roma

Grazie alla lettura di più di 800 pagine del memoriale della Cianciulli e le conoscenze di adesso, Augusto Balloni sostiene che la donna, all'epoca in cui commise i fatti per cui era stata condannata, fosse per infermità in tale stato di mente da ridurle grandemente, ma non da escluderle, la capacità di intendere e di volere, dovendosi ritenere affetta da gravi disturbi di personalità che si manifestano prevalentemente attraverso il "disturbo istrionico e narcisistico di personalità con tratti sadici, schizoidi e paranoidi".
Roberta Bisi, pur condividendo tale ipotesi, si sofferma sui tratti della personalità della donna che emergono dalla lettura del memoriale:
- Energia malefica vs. Energia conservatrice: che possedeva la Cianciulli e difficilmente si trovano nella stessa persona;
- Rapporto con la madre: carenza di affetto dalla madre e le ricerche dimostrano che i bambini che esperiscono tali esperienze sviluppano un attaccamento insicuro, patologie psichiche, comportamenti antisociali e a loro volta carenza di affetto verso i figli;
- Pensiero magico: che dilatava in modo illusorio la grandezza dell'io della Cianciulli, che demandava la responsabilità di un evento a qualcosa di magico;
- Rituali ossessivi: come portare i fiori ogni venerdì alla tomba del padre;
- Teatro privato degli omicidi;
- Elevazione alla perfezione;
- Omeostasi narcisistica: equilibrio tra la ricerca di una sensazione, mai completamente raggiunta, di benessere e un persistente sentimento di inferiorità che si manifestava in atteggiamenti narcistici, quali il presentarsi come una persona speciale e relazionarsi con gli altri tentando di dominarli come se fossero oggetti;
- Idealizzazione delle persone da cui si aspetta di ricevere rinforzi narcisistici;
- Rapporto con la morte: prima vista come ladra scheletrica dei suoi figli, poi quando si vuole suicidare come donna bellissima a cui promette di fare i servizi;
- Norina (nomignolo che le affibbiava la madre) vs. Nardina (nomignolo da parte del padre): uno sdoppiamento della personalità in cui c'era Nardina che era la donna che soffriva per i figli (la Cianciulli ha avuto 17 gravidanze e solo 4 figli sono sopravvissuti, gli altri sono morti prematuri o nella culla) e Norina che agiva;
- Identificazione nella dea Teti: entrambe vogliono salvare dalla morte i propri figli.[12]

## Influenza culturale

### Cinema
- Gran bollito di Mauro Bolognini del 1977 è ispirato agli omicidi di Leonarda Cianciulli. In questa pellicola le tre donne assassinate da Leonarda Cianciulli sono interpretate da altrettanti attori en travesti, ossia Renato Pozzetto, Alberto Lionello e Max von Sydow.[13][14]
- La Saponificatrice - Vita di Leonarda Cianciulli di Alessandro Quadretti.[15]
- Da Lucia di Roberto Capucci Blue Suede Shoots[16]
- Leonarda di Luca Brinciotti con Rosaria Cianciulli, cortometraggio del 2016[17]
- È menzionata nell'episodio 2x04 della serie televisiva Kleo, da uno dei protagonisti secondari, in merito alla possibile interpretazione di un sogno.
- Nel 2025 è stato prodotto da Claire Denis il film The Soap Maker.

### Teatro
- Amore e magia nella cucina di mamma di Lina Wertmüller
- Leonarda Cianciulli: Storia di una serial Killer di Andrea Pilato
- Mater Dulcissima di Amedeo Guarnieri[18][19]
- Le voci di dentro di Eduardo De Filippo, 1948. L'opera contiene un riferimento ai fatti di cronaca che riguardano il modus operandi della Cianciulli. Mentre si cerca il presunto colpevole di omicidio della storia, il personaggio di Luigi Cimmaruta accusa in modo particolare la zia Rosa che fabbrica in casa sapone e candele. Dice infatti Luigi Cimmaruta ad Alberto Saporito nell'Atto II: "Mia zia tiene una camera chiusa dove non fa entrare nessuno. Una specie di laboratorio. Là dentro vi fabbrica sapone e candele… Le conseguenze e le conclusioni, traetele voi". Sembra evidente il riferimento alle vicende giudiziarie di Leonarda Cianciulli, nota come "la saponificatrice". Lo stesso nome del protagonista, Alberto Saporito, rimanda allo psichiatra campano che redasse la perizia della Cianculli, Filippo Saporito.

### Musica
- Cianciulli balla della band italiana Acid Folk Alleanza (AFA), contenuta nell'album Acid Folk Alleanza del 1993
- Confessions of an embittered soul dei Church of misery dall'album "And then there were none..."
- Soap opera del gruppo emiliano Offlaga Disco Pax
- La saponatrice di Ferrara del gruppo noise OvO
- A Bizarre Alchemical Practice del gruppo symphonic black metal italiano Dark End
- Soap Maker Woman del gruppo Hard rock Beggars On Highway nell'EP "Hard, Loud And Alcoholic!"
- Disco Cianciulli del progetto musicale industrial italiano Teatro Satanico
- In Memoria Di Me del gruppo thrash death metal italiano Subhuman
- Cianciulli Sapone Dance del gruppo musicale italiano En Manque D'Autre, contenuta nell'album Cianciulli!! del 1988

### Letteratura
- La Cianciulli e l'Ermellina, nella raccolta Fuori e dentro il borgo (1997) di Luciano Ligabue
- La saponificatrice di Correggio, pubblicato dalla casa editrice Edifumetto nel 1973, nel n. 8 della serie I Sanguinari[20]
- Augusto Balloni, Roberta Bisi e Cecilia Monti, Soda caustica, allume di rocca e pece greca. Il caso Cianciulli
- Carmela Maria Barbaro, La strega del sapone. Storia del caso della Saponificatrice di Correggio
- Giovanni Buzi e Cinzia Pierangelini, Sangue, garofano e cannella